# 281
Năm 281 là một năm trong lịch Julius. 